# 藤島武二

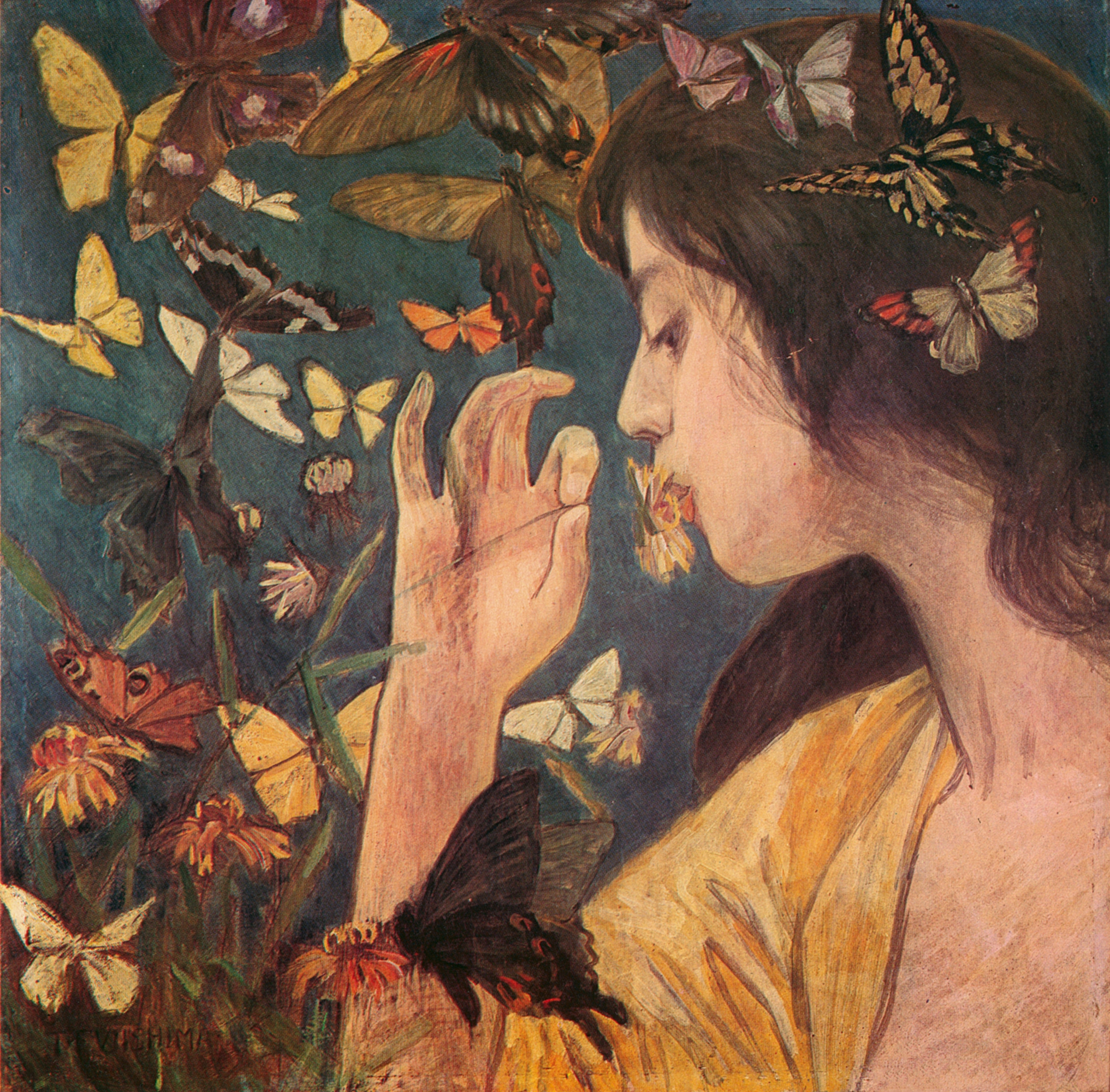
『蝶』 （1904年）

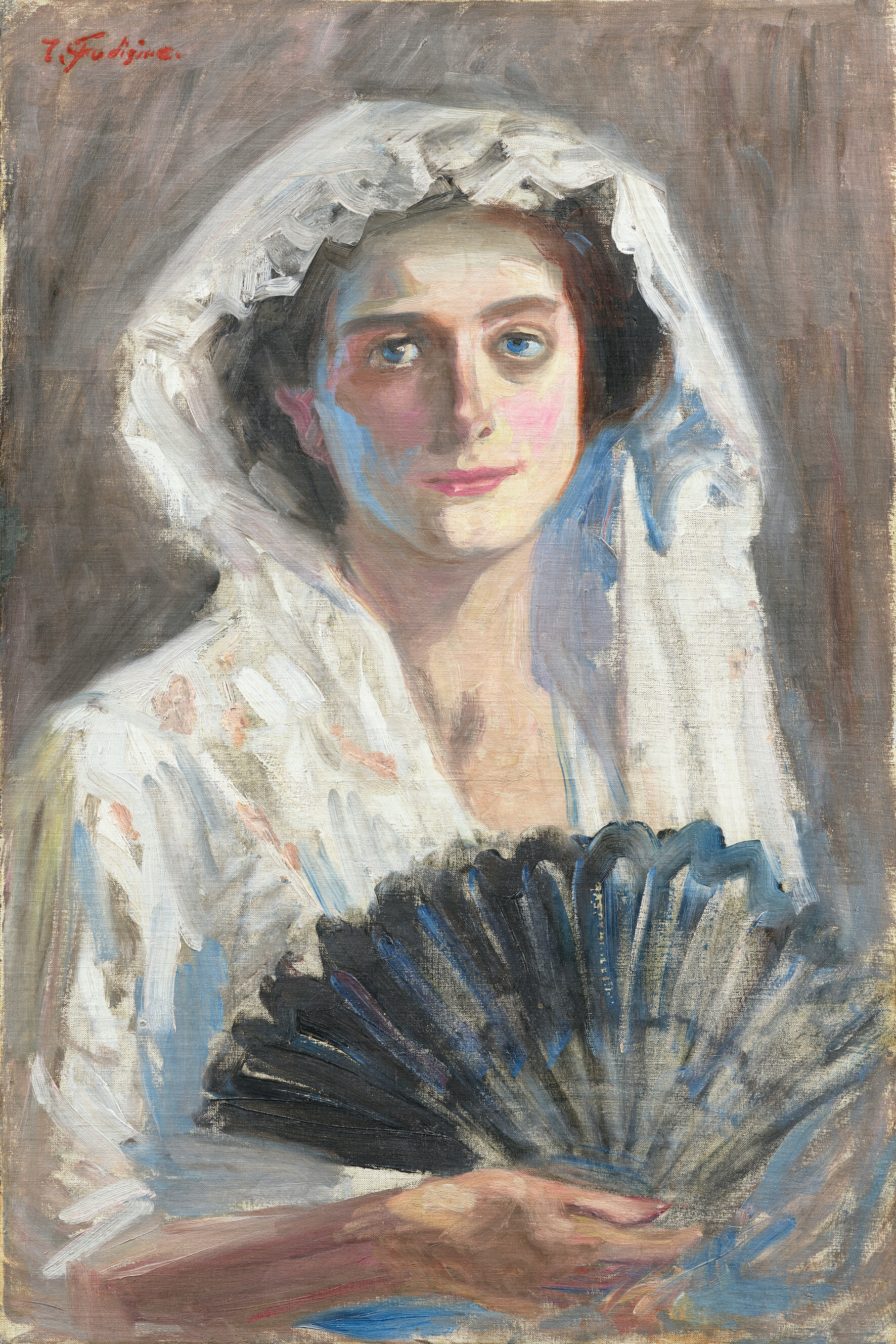
『黒扇』 アーティゾン美術館（1908年 - 1909年）

藤島 武二（ふじしま たけじ、1867年10月15日（慶応3年9月18日） - 1943年（昭和18年）3月19日）は、明治末から昭和期にかけて活躍した洋画家である。明治から昭和前半まで、日本の洋画壇において長らく指導的役割を果たしてきた重鎮でもある。ロマン主義的な作風の作品を多く残している。

## 生涯
薩摩国鹿児島城下池之上町（現在の鹿児島県鹿児島市池之上町）生まれ。鹿児島藩士の三男。父の病没（1875年）と、西南戦争での長兄・次兄の戦死（1877年）により、11歳で家督を継ぎ、専ら母の手で育てられた。幼い頃から画才を認められる。母方の先祖が狩野派の島津家抱絵師であったとも言われている。1882年（明治15年）に、小学校を卒業して、後の中学造士館である鹿児島中学に入学。この頃、四条派の画家平山東岳について正式に日本画を学び始める。
1884年（明治17年）に洋画修行を志して上京するが、1885年（明治18年）一時帰郷した後に再び上京して、日本画の四条派川端玉章に師事。洋画を志してはいたが、当時工部美術学校も廃校となっていて、フェノロサらの唱道により日本画勃興のタイミングだったこともあり、先輩や親戚から洋画を学ぶ前にまず日本画を学ぶことが得策だと説かれたため、川端玉章の門に入り1890年（明治23年）まで日本画を学んだ。玉章門下時代の号は玉堂で、日本美術協会に作品を2回出品し、受賞したこともあった。また、1886年（明治19年）の20歳の時から21歳の時まで、東京仏語学校に在学。
1890年（明治23年）に洋画家曽山幸彦のもとで洋画の初歩を学び始め、1893年（明治26年）までの間に中丸精十郎、松岡壽、生巧館画塾の山本芳翠らの指導を受ける。1891年（明治24年）には初の油絵作品「無惨」を明治美術会第3回展覧会に出品し、明治美術会の森鴎外に展覧会作品中で最優秀と絶賛されている。以降も複数回、同会の展覧会に作品を出品した。また、同郷のよしみで、渡欧中の黒田清輝から作品を送って見せてもらい啓発され、その後文通もおこない、黒田を尊敬すべき先輩として交流を深めた。家族を養うため、1893年（明治26年）4月に教員免許状（尋常師範学校、尋常中学校、高等女学校）を得て、同年夏には三重県尋常中学校（後に県立第一中学校、津中学校、現・三重県立津高等学校）の助教諭に就き、1896年（明治29年）まで務めた。
1896年（明治29年）、黒田清輝に推されて、東京美術学校（現・東京藝術大学）に新設された西洋画科の助教授に就任。本郷駒込曙町（現・本駒込1丁目）で画塾も開いていた。1905年（明治38年）、文部省から4年間の留学を命じられ1月18日渡欧、フランス、イタリアで学ぶ。ただし、パリからローマに移った直後の空き巣被害で、フランス時代の作品の大半を失っている。フランスではパリのグラン・ショーミエールと国立美術学校（パリ国立高等美術学校）で学び、国立美術学校ではフェルナン・コルモンに師事。コルモンの紹介で、ローマではカロリュス＝デュランの指導を受けた。1910年（明治43年）1月帰国後、5月に東京美術学校教授に就任。没するまで東京美術学校で後進の指導にあたった。後に、川端画学校でも教授を務めた。
黒田が主宰する白馬会にも1896年（明治29年）の発足時から参加。白馬会展には第1回展から出品を続け、1911年（明治44年）の白馬会解散後も文展や帝展の重鎮として活躍した。また、1924年（大正13年）5月、帝国美術院会員に任命されて長年務め、1937年（昭和12年）の帝国芸術院への改組後も会員に任命された。
晩年に至るまで宮内庁からの2つの依嘱、昭和天皇即位を祝い学問所を飾る油彩画制作と、宮中花蔭亭を飾る壁面添付作品の制作が切っ掛けで風景画の連作に挑んだ。1934年（昭和9年）長谷川町子の姉、長谷川鞠子を弟子入りさせ、12月3日帝室技芸員。1937年（昭和12年）、新たに制定された文化勲章を授与される。受章の報は満州に旅行中に受けた。
1939年（昭和14年）4月に発足した陸軍美術協会では副会長に就任。し、同年7月に協会主催で開催された第一回聖戦美術展では審査委員長を務めた。
1943年（昭和18年）1月、勲二等に叙せられ、同年3月19日に脳溢血のため77歳で死去。従三位追贈される。
1901年（明治34年）2月ごろから6年間担当した与謝野鉄幹・晶子が刊行した雑誌「明星」や、晶子の歌集『みだれ髪』の表紙では流行のアール・ヌーヴォーを取り入れている。ほかにも装丁本がある。

## 代表作

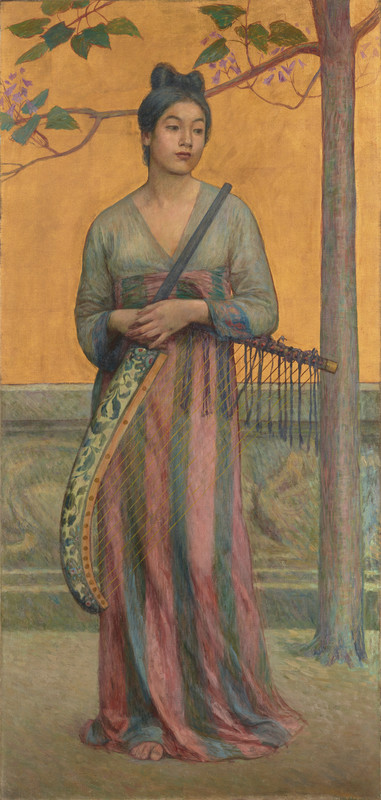
『天平の面影』 アーティゾン美術館（1902年）

- 『池畔納涼』（1897年（明治30年）） 東京芸術大学大学美術館所蔵
- 『天平の面影』（1902年（明治35年）） アーティゾン美術館所蔵（重要文化財）
- 『蝶』（1904年（明治37年））
- 『黒扇』（1908年（明治41年） - 1909年（明治42年）） アーティゾン美術館所蔵（重要文化財）
藤島の女性像の代表作とされ、最もよく知られた作品の一つであるが、作品の評価や名声ほどには制作の状況やモデルなどの資料は残っていない。弟子の小堀四郎の述懐では、晩年病床の藤島の代わりに小堀がアトリエを片付けていると、物見台に上る階段の裏に、他の物が被さった下でピンで止められていたのを見つけ出したという。半ばこの作品を忘れていた藤島もこの再発見を喜び、早速枠張りしてニスを塗り直し、枕元に置いて楽しんだという。作品の公開も1942年9月の新制作派協会第7回展での特別出品がおそらく最初で、画面左上のサインもこの時のものである。一度は石橋正二郎に散逸するのを恐れて「黒扇」など滞欧期の作品15点をまとめて買い取ってもらったが、3日ほどであの絵がないと寂しくて寝られないから返してもらった、という逸話が残っている。その1年後、再び石橋の手に戻り、ブリヂストン美術館（現・アーティゾン美術館）に収められた。
- 『婦人半裸像』（1926年（大正15年））
- 『芳蕙』（1926年）
- 『大王岬に打ち寄せる怒濤』（1932年（昭和7年）。同名を2枚作成し、三重県立美術館・ひろしま美術館所蔵）
- 『旭日照六合』（1937年（昭和12年）） 三の丸尚蔵館所蔵

※代表作のうち、『蝶』、『芳蕙』の2点は、1967年の生誕100年記念展（ブリヂストン美術館）に出展後、公開されておらず、2017年現在その所在は不明とされている。

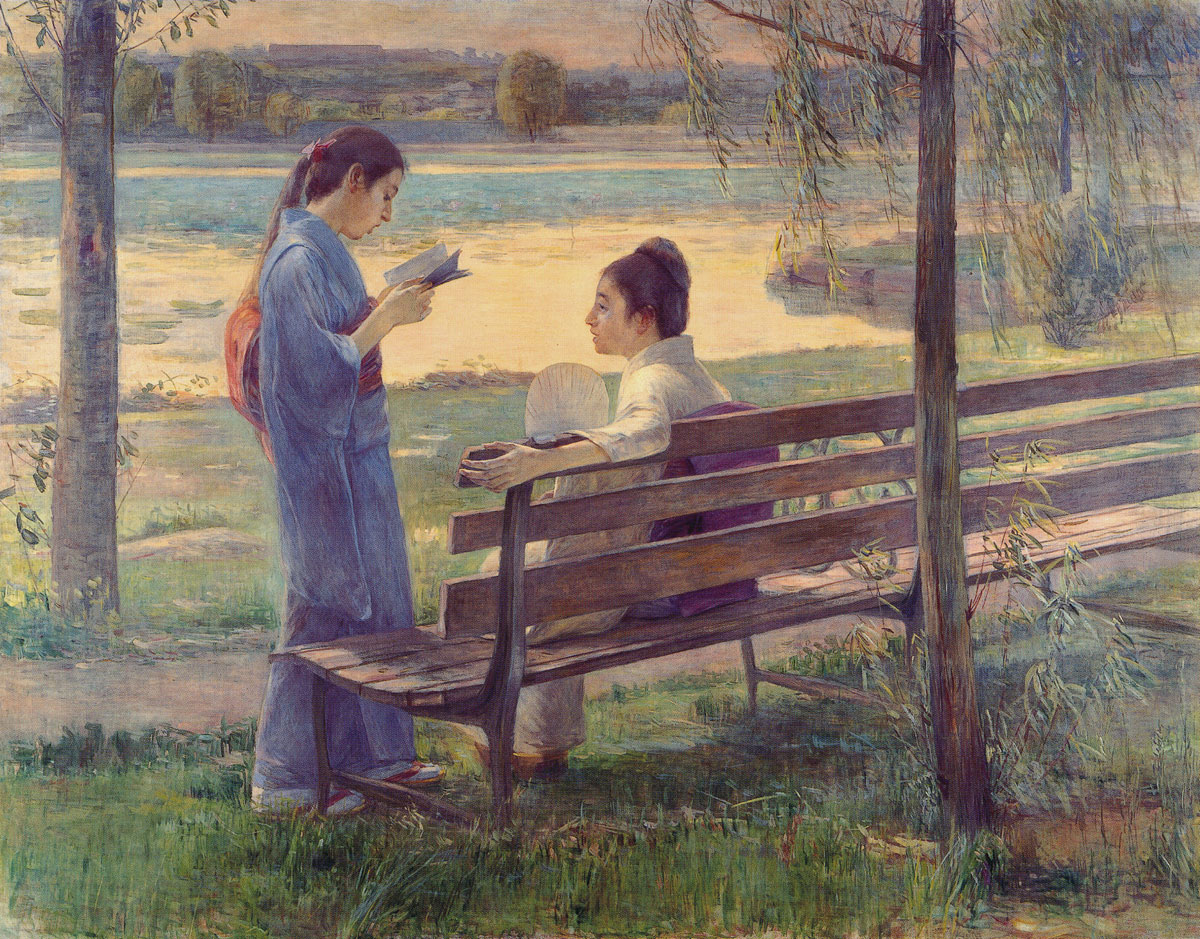
『池畔納涼』 東京芸術大学（1897年頃）
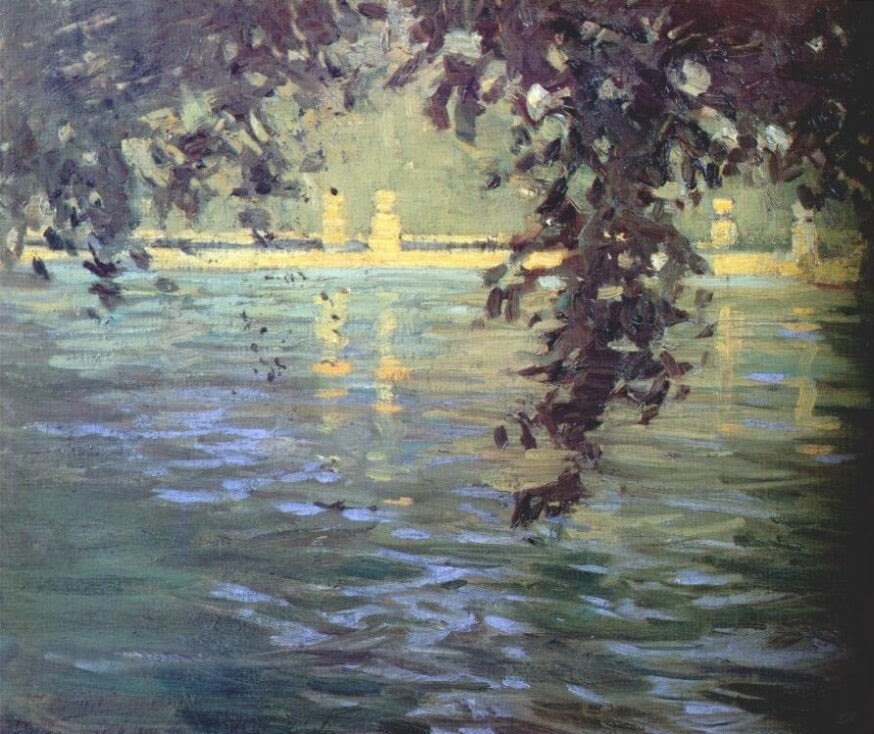
『風景（ティヴォリ、ヴィラ・デステの池）』 東京芸術大学（1908年）
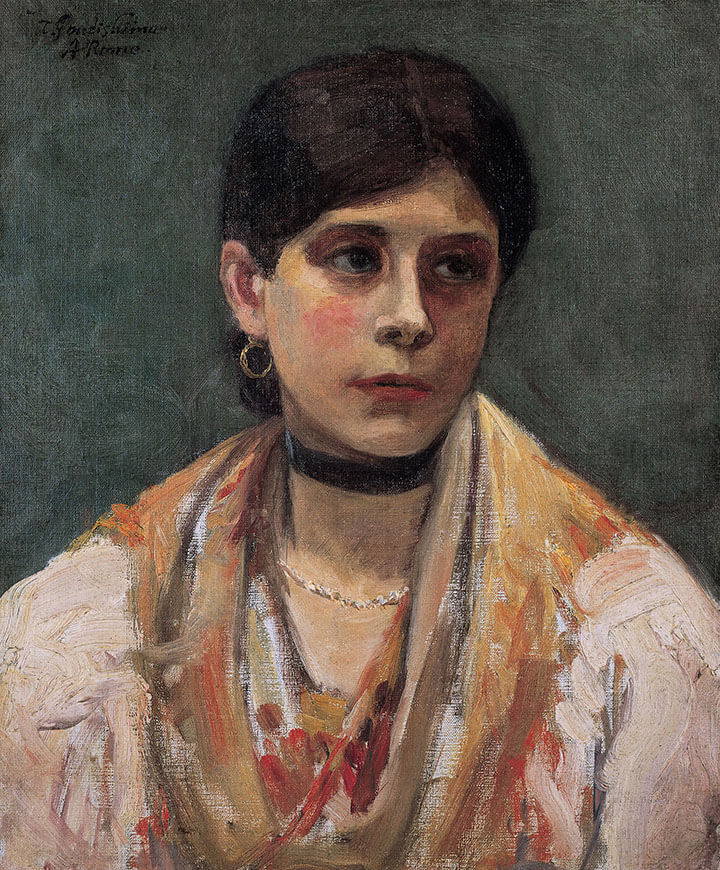
『チョチャラ』 アーティゾン美術館（1908 -1909年）
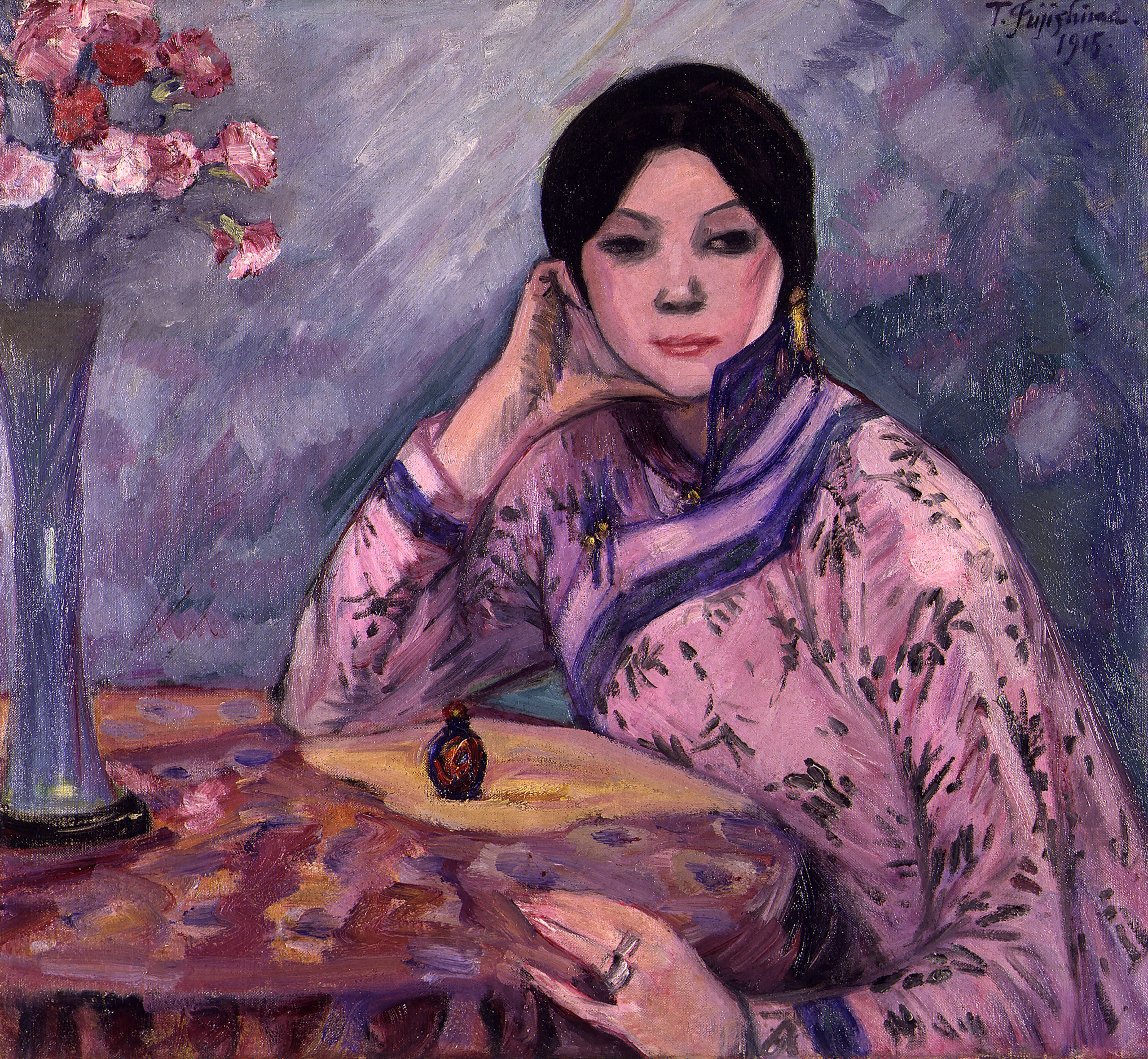
『匂い』 東京国立近代美術館（1915年）
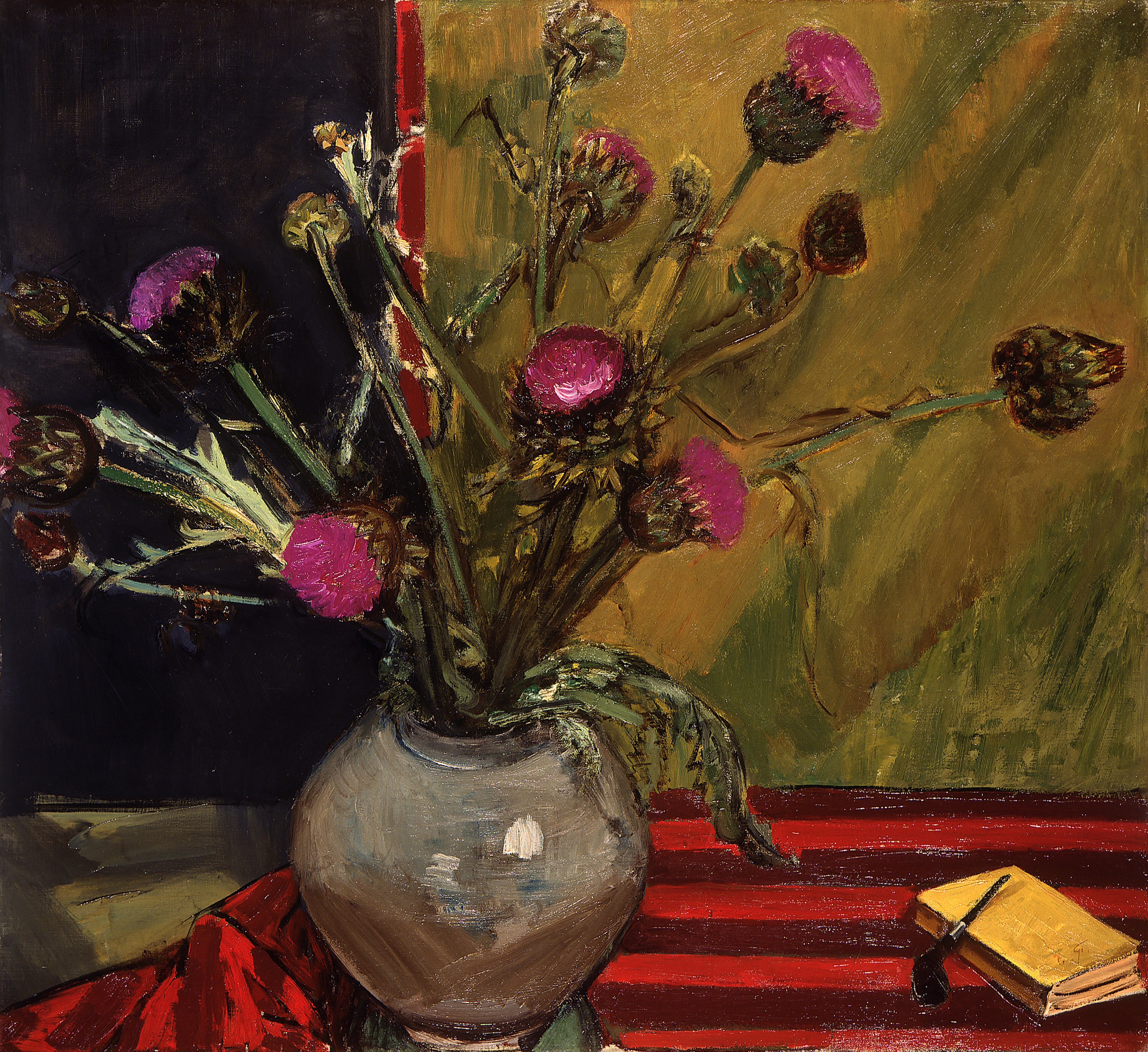
『アルチショ』 東京国立近代美術館（1917年）
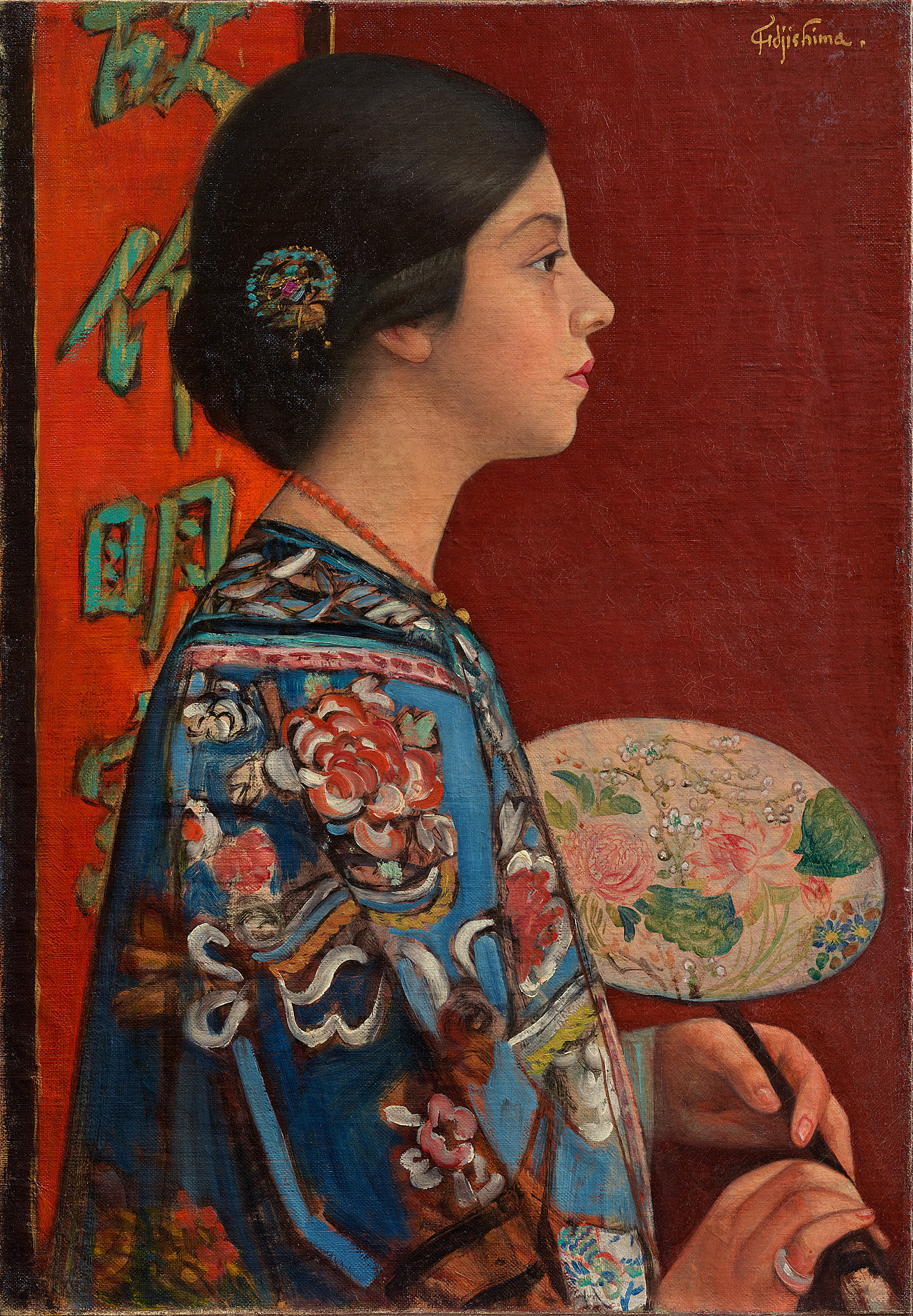
『東洋振り』個人蔵（1924年）
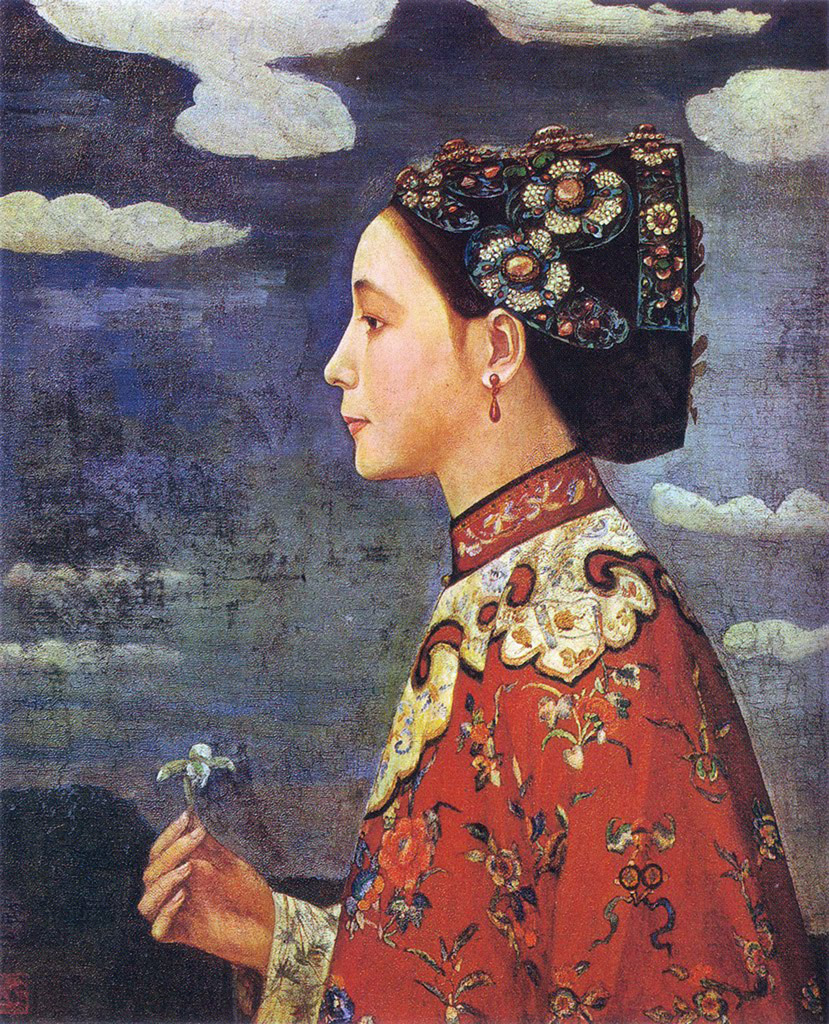
『芳蕙』（1926年）
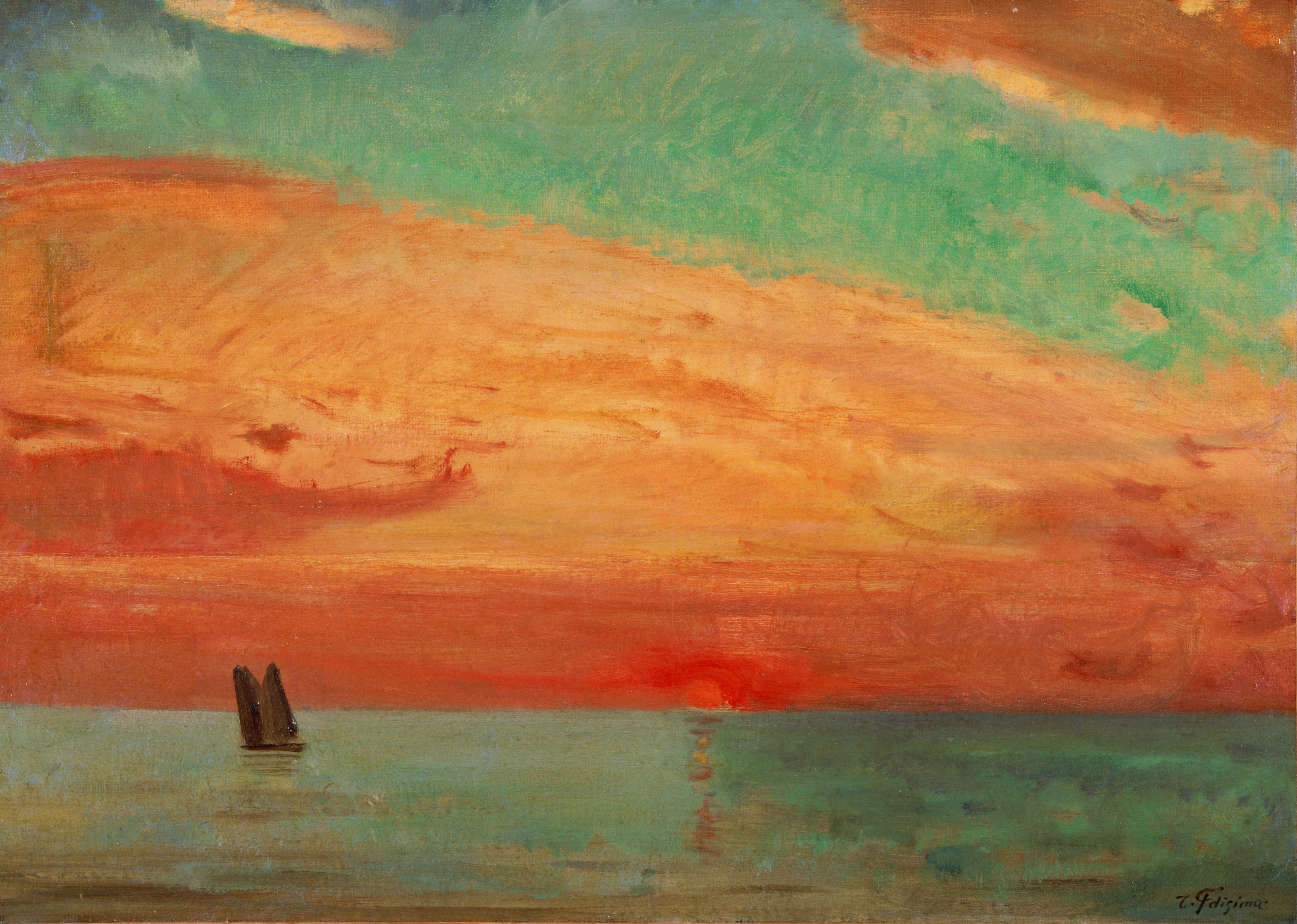
『東海旭光』 アーティゾン美術館（1932年）

## 著書
- 西洋画實習法 （二松堂書店 1927年3月）
- 画集をかねた新洋画の描き方 （資文堂 1933年）
- 解剖応用 人物画法 （崇文堂 1941年）
- 藤島武二のことば （三輪鄰編 美術出版社 1951年）
- 芸術のエスプリ （中央公論美術出版 1982年2月）

## 画集

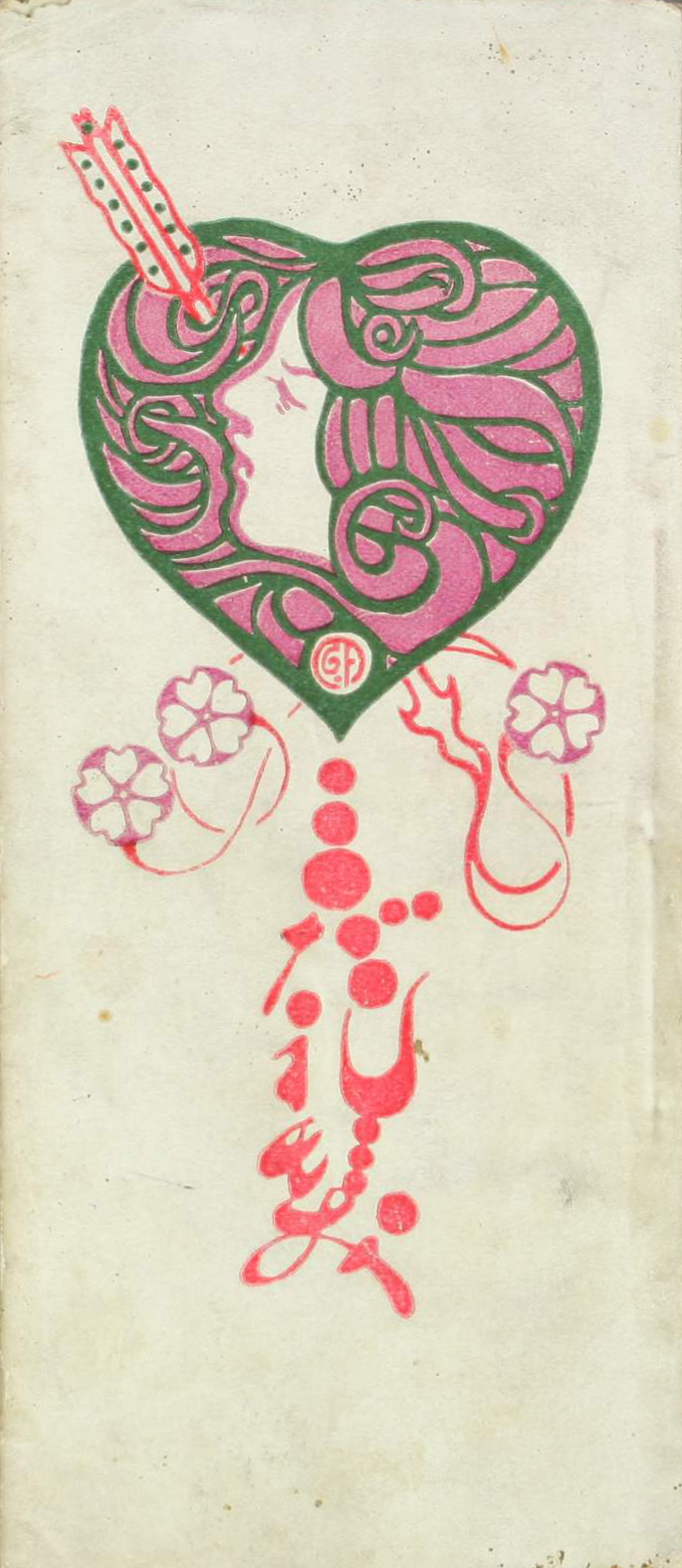
藤島による与謝野晶子『みだれ髪』の表紙装画（1901年）

- 藤島武二画集 （藤島武二画集編纂事務所 東邦美術学院 1934年）
- 藤島武二画集 （岩佐新、長谷川仁編 藤島武二画集刊行会 1943年）
- 藤島武二 （美術出版社 1955年）
- 藤島武二 （美術書院（日本百選画集） 1957年）
- 藤島武二 （隈元謙次郎著 日本経済新聞社 1967年）
- 現代日本美術全集 7 青木繁・藤島武二 （集英社 1972年）
- 日本の名画 31 藤島武二 （岡畏三郎編著 講談社 1973年）
- 日本の名画 6 藤島武二 （編集:酒井忠康 中央公論社 1976年）
- 藤島武二 （新潮社（新潮日本美術文庫） 1998年1月）
- 藤島武二画集 （日動出版部 1998年9月）

## 展覧会図録
- 藤島武二遺作展覧会目録 （岩佐新編 藤島武二遺作展覧会事務所 1943年）
- 藤島武二 （ブリヂストン美術館（美術家シリーズ） 1958年）
- 藤島武二展 生誕百年記念 （ブリヂストン美術館ほか 1967年）
- 藤島武二展 （日動画廊 1977年）
- 藤島武二展図録 （三重県立美術館、神奈川県立近代美術館編 東京新聞 1983年4月）
- 藤島武二展 近代洋画の巨匠 （京都市美術館 京都新聞社 1987年）
- 知られざる藤島武二展 大川榮二コレクションによる （神奈川県立近代美術館 1987年頃）
- 藤島武二展図録 （東京都庭園美術館 美術館連絡協議会 1989年頃）
- 藤島武二展 （石橋財団ブリヂストン美術館 2002年頃）
- 師・藤島武二 藤島武二の素描と彼をめぐる画家たち （大川美術館（企画展） 2008年10月）
- 生誕150年記念　藤島武二展（練馬区立美術館（公益財団法人 練馬区文化振興協会） 2017年）[13]